# Departamento de Francisco Morazán
Francisco Morazán es un departamento de Honduras. Su cabecera departamental es Tegucigalpa. Fue fundada la primera división territorial de 1825 al Estado de Honduras. El departamento de Francisco Morazán es después de Cortés, el segundo departamento más poblado del país.
El actual territorio departamental abarca los 8,619 km² y se encuentra ubicado en el centro del país, entre los 13° 40′ y 15° 02′ de latitud norte y los 86° 43′ y 87° 39′ de longitud oeste. El departamento limita al norte con el departamento de Comayagua, Yoro y Olancho; al sur con los departamentos Valle y Choluteca; al este con Olancho y El Paraíso, y al oeste con los departamentos de Comayagua y La Paz.

## Historia

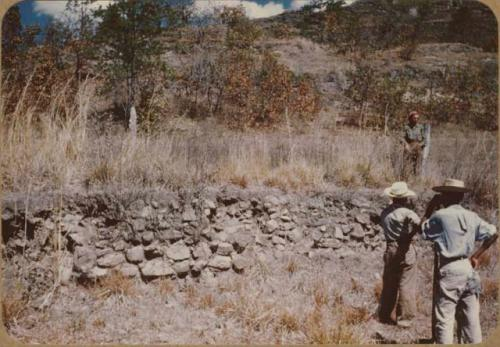
Muro de unas ruinas precolombinas en el departamento descubiertas en 1947.

Durante la época precolombina fue habitada por indígenas Lencas por el sur y Xicaques por el norte los cuales desarrollaron varias comunidades alrededor del territorio hasta la conquista de Honduras. Durante la época colonial la actividad minera fue la principal causa del establecimiento de los españoles en el sitio, los nativos del pueblo de indios de Tegucigalpa de origen lenca, se ubicaron en la provincia indígena de Sulaco llamada Manianí.

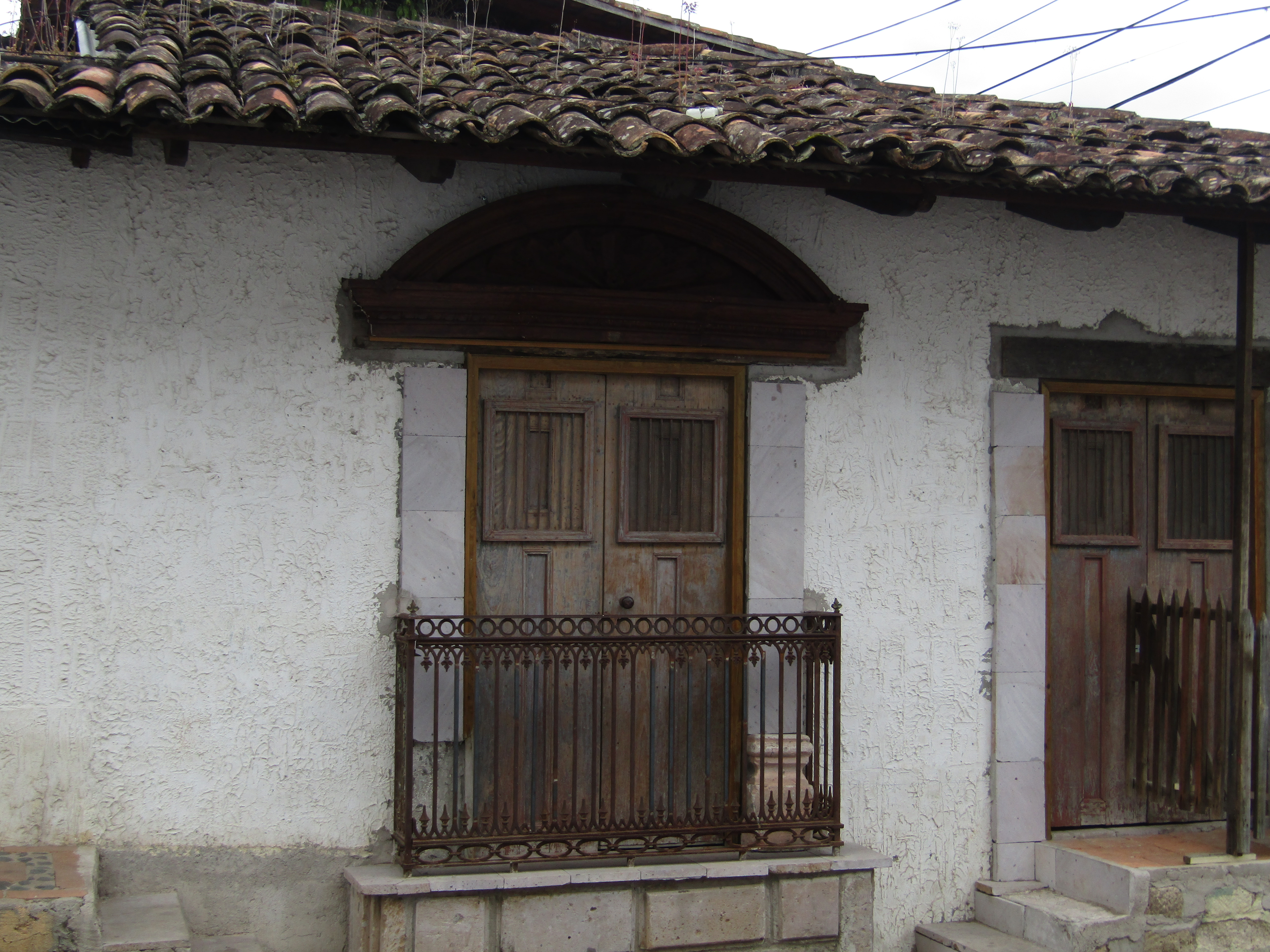
Casa Antigua en Valle de Ángeles

Durante toda la colonia fue un importante centro minero y comercial de la capitanía general de Guatemala en el virreinato de la Nueva España, en los últimos años de la Colonia fue adscrita a la intendencia de Comayagua hasta 1812 que fue de nuevo la Alcaldía Mayor. En sus límites nació el más grande héroe de la historia hondureña: Don José Francisco Morazán, inspirador del sueño unionista de Centroamérica. El departamento se fundó por decreto de la primera Asamblea Constituyente del Estado, expedida el 28 de junio de 1825 durante la administración de Dionisio de Herrera.

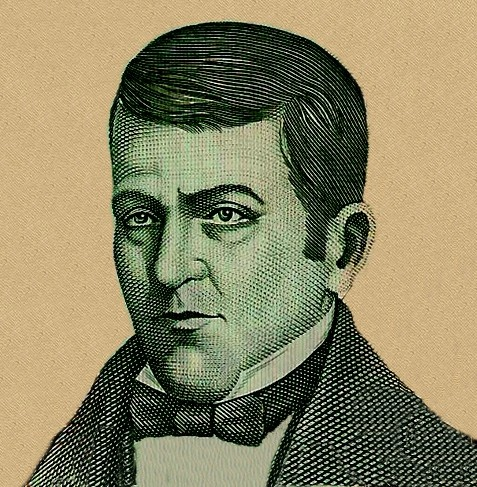
Dionisio de Herrera fue el primer jefe de Estado Supremo de Honduras

En 1869, el departamento fue reducido cuando el municipio de Texiguat fue anexado al departamento de El Paraíso. En 1943 ―siendo presidente el general Tiburcio Carías Andino― Tegucigalpa pasó a llamarse Francisco Morazán conmemorando el centenario de la muerte del paladín de la Unión Centroamericana.

## Límites del departamento
El territorio departamental limita de la siguiente forma:
- Norte, departamento de Comayagua, Yoro y Olancho
- Sur, departamentos Valle y Choluteca
- Este, departamento de Olancho y El Paraíso
- Oeste departamento de Comayagua y La Paz

## Población
De acuerdo a los censos de población y vivienda realizados en el país, la población del departamento de Francisco Morazán experimentó un rápido crecimiento en la década de 2000.
En 1988 la población era de 860 083 habitantes, mientras que en 2001 fue de 1 180 676 habitantes. Este incremento del 37 % constituyó un desafío en materia de implementación de políticas sociales para hacerle frente a la satisfacción de necesidades básicas de esta población. Los datos del censo de población y vivienda de 2001 indicaron que en el último período intercensal (1988-2001), la tasa de crecimiento anual había sido del 2.4 % (es decir, que cada año aumentaron 24 personas por cada 1000 habitantes).
El aumento de la población en las áreas urbanas se ve agravado por los flujos migratorios desde el campo a las ciudades, para compensar necesidades insatisfechas que no necesariamente son suplidas, pues también en las ciudades se encuentra, el hacinamiento, falta de acceso a los servicios básicos (agua, energía eléctrica y saneamiento básico) de la misma forma en que estas se presentan en el campo.
En diciembre del 2010 ―según datos recopilados por el Instituto Nacional de Estadísticas (INE)― el departamento de Francisco Morazán contaba con una población de 1 433 810 habitantes ―de los cuales 691 056 son hombres y 742 754 son mujeres―, con una densidad de 166 habitantes/km².
En 2013 ―según el censo de población y vivienda del INE―, Francisco Morazán contaba con 2 110 008 habitantes ―de los cuales 970 780 son hombres y 865 908 son mujeres―, los que habitan en una extensión territorial de 8619 km², con una densidad poblacional de 137 habitantes/km².
Es el departamento que tiene el IDH más alto en Honduras

## Economía
La base de la economía de Francisco Morazán se sustenta en el comercio, hoteles y restaurantes (24 %), seguida de los servicios comunales (21 %) y la agricultura (13 %).
Es el departamento que posee la mayor infraestructura en construcción de edificios o carreteras (como la CA5) en Honduras y una de las mayores de Centroamérica, debajo de países como Panamá y Costa Rica.

## División administrativa

### Municipios
| Municipios del departamento de Francisco Morazán         |                        |                        |                  |
| División administrativa de Francisco Morazán en Honduras |                        |                        |                  |
| N.º                                                      | Municipio              | Cabecera               | Población (2020) |
| 1                                                        | Distrito Central       | Tegucigalpa            | 1 276 738        |
| 2                                                        | Marale                 | Marale                 | 9 258            |
| 3                                                        | El Porvenir            | El Porvenir            | 27 456           |
| 4                                                        | San Ignacio            | San Ignacio            | 9 379            |
| 5                                                        | Orica                  | Orica                  | 15 258           |
| 6                                                        | Vallecillo             | Vallecillo             | 9 120            |
| 7                                                        | Cedros                 | Cedros                 | 27 570           |
| 8                                                        | Guaimaca               | Guaimaca               | 31 431           |
| 9                                                        | Talanga                | Talanga                | 38 095           |
| 10                                                       | Cantarranas            | Cantarranas            | 18 127           |
| 11                                                       | Santa Lucía            | Santa Lucía            | 16 084           |
| 12                                                       | Valle de Ángeles       | Valle de Ángeles       | 20 540           |
| 13                                                       | Villa de San Francisco | Villa de San Francisco | 11 649           |
| 14                                                       | San Antonio de Oriente | San Antonio de Oriente | 16 073           |
| 15                                                       | Tatumbla               | Tatumbla               | 8 731            |
| 16                                                       | Lepaterique            | Lepaterique            | 23 436           |
| 17                                                       | Ojojona                | Ojojona                | 11 474           |
| 18                                                       | Santa Ana              | Santa Ana              | 17 604           |
| 19                                                       | San Buenaventura       | San Buenaventura       | 3 242            |
| 20                                                       | Maraita                | Maraita                | 7 124            |
| 21                                                       | Curarén                | Curarén                | 21 414           |
| 22                                                       | Reitoca                | Reitoca                | 10 858           |
| 23                                                       | Sabanagrande           | Sabanagrande           | 22 848           |
| 24                                                       | Nueva Armenia          | Nueva Armenia          | 4 195            |
| 25                                                       | La Venta               | La Venta               | 6 653            |
| 26                                                       | Alubarén               | Alubarén               | 5 616            |
| 27                                                       | San Miguelito          | San Miguelito          | 2 011            |
| 28                                                       | La Libertad            | La Libertad            | 3 004            |

## Diputados
El departamento de Francisco Morazán tiene una representación de 23 diputados en el Congreso Nacional de Honduras.
| Diputado              | Partido                |
| --------------------- | ---------------------- |
| Hugo Noé Pino         | Libertad y Refundación |
| Kritza Pérez          | Libertad y Refundación |
| Rasel Tomé            | Libertad y Refundación |
| Xiomara Zelaya        | Libertad y Refundación |
| Jari Dixon            | Libertad y Refundación |
| Marco Girón           | Libertad y Refundación |
| Juan Barahona         | Libertad y Refundación |
| Jorge Zelaya          | Partido Nacional       |
| Lissi Cano            | Partido Nacional       |
| Johana Bermúdez       | Partido Nacional       |
| Erasmo Portillo       | Partido Nacional       |
| Antonio Rivera        | Partido Nacional       |
| María Antonieta Mejía | Partido Nacional       |
| Pedro Chávez          | Partido Nacional       |
| Manuel Matheu         | Salvador de Honduras   |
| Ligia Ramos           | Salvador de Honduras   |
| Mauricio Villeda      | Partido Liberal        |
| Suyapa Figueroa       | Partido Liberal        |
| Beatriz Valle         | Partido Liberal        |
| Iroshka Elvir         | Partido Liberal        |
| Jorge Cálix           | Partido Liberal        |
| Dennis Chirinos       | Partido Liberal        |
| Carlos Raudales       | Partido Anticorrupción |